# Рана (звезда)
Рана (лат. Rana), или δ Эридана (лат. δ Eridani) — одиночная звезда в созвездии Эридана. Находится на расстоянии около 29 св. лет от Солнца.

## Характеристики
Звезда представляет собой оранжевый субгигант, который больше Солнца в диаметре в 2,3-2,7 раза . Основываясь на спектральном классе звезды, предполагалось, что её масса составляет около 79 % массы Солнца. Однако последние исследования в области моделирования звёздной эволюции показали, что она должна равняться 1,2 массы Солнца. Согласно расчётам профессора иллинойсского университета Джеймса Калера, Рана на начальном этапе эволюции была карликом главной последовательности класса F8. Это было около 7,5 млрд лет назад. На данный момент водород в ядре звезды выгорел, уступив место гелию, тем самым расширив оболочку звезды, значительно уменьшив температуру, но увеличив светимость.
Название «Рана» означает на латинском «лягушка», в XX веке оно было перенесено с β Кита, которую также называют «Rana Secunda», или «Вторая Лягушка».

## Ближайшее окружение звезды
Следующие звёздные системы находятся на расстоянии в пределах 10 св. лет от Раны:
| Звезда           | Спектральный класс | Расстояние, св. лет |
| ---------------- | ------------------ | ------------------- |
| G 160-28         | M4 V               | 2,8                 |
| Luyten 879-14    | DQ7                | 7,1                 |
| Каппа¹ Кита      | G5 Ve              | 7,3                 |
| BD−13°544        | K1 V               | 8,3                 |
| Luyten 730-18 AB | M3 V / M3 V-VI     | 9,0                 |
| HR 1614          | K3 V / ?           | 10,0                |